# (۸z,۶z,۴z,۲z)-تیونین
(۸z,۶z,۴z,۲z)-تیونین یا تیونین یک ترکیب هتروسیکلی غیراشباع با نه اتم است، که در آن یک اتم کربن با اتم گوگرد در یکی از موقعیت‌ها جایگزین شده‌است. تیونین تا حدی خصلت آروماتیکی دارد.

## همچنین ببینید
- آزونین
- تیه‌پین
- سیکلونوناتتراان
- تیوفن
- اکسونین